# 69 Herculis
69 Herculis (e Herculis) é uma estrela na direção da Hercules. Possui uma ascensão reta de 17h 17m 40.29s e uma declinação de +37° 17′ 28.8″. Sua magnitude aparente é igual a 4.64. Considerando sua distância de 178 anos-luz em relação à Terra, sua magnitude absoluta é igual a 0.96. Pertence à classe espectral A2V.